# Ducado de Jülich

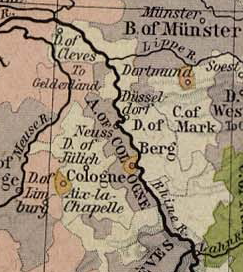
Mapa do Ducado de Julich.

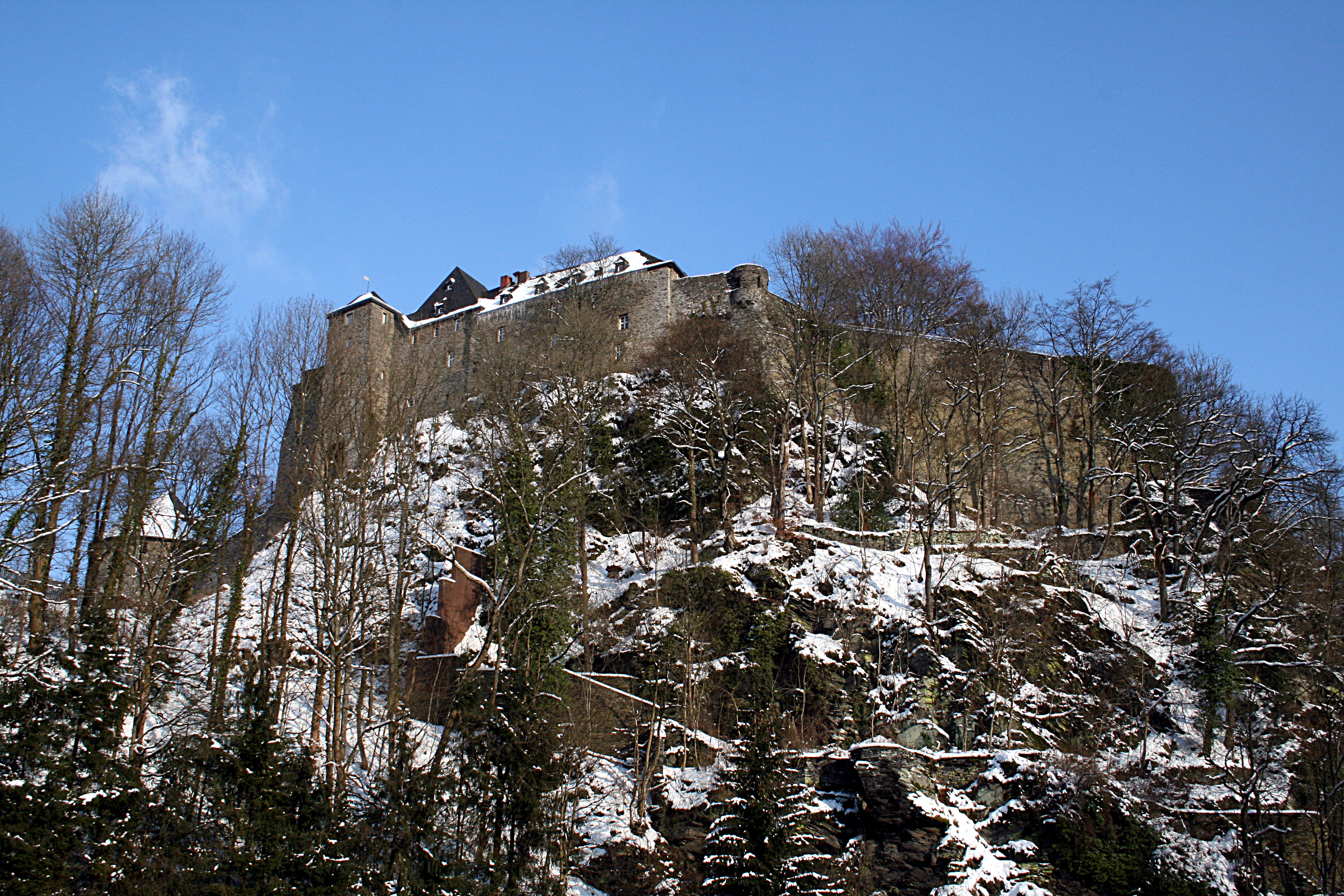
Castelo dos Duques de Jülich, em Monschau (Alemanha).

O Ducado de Jülich (em alemão, Herzogtum Jülich; em francês, Duché de Juliers), ou às vezes chamado de Jülich-Berg, foi um estado originário da expansão do Condado de Jülich e se tornou ducado quando combinado, em 1423, com o Condado de Berg no Sacro Império Romano-Germânico. Hoje, o seu território está situado na Alemanha (parte de Renânia do Norte-Vestfália) e Países Baixos (parte de Limburgo). Suas terras encontravam-se em ambos os lados do rio Rur, em redor de sua capital, a cidade de Jülich, na parte inferior da bacia do Reno.
O Condado de Jülich (Grafschaft Jülich) foi mencionado pela primeira vez no século XI. No século XIV, o condado tornou-se ducado. Sua história está relacionada com a de seus vizinhos, os ducados de Cleves, Berg, Gueldres e o Condado de Mark. Em 1423, Jülich e Berg se uniram. Em 1521 Jülich, Berg, Cleves e Mark formaram os Ducados Unidos de Jülich-Cleves-Berg em uma união pessoal sob João III, Duque de Cleves, que casou-se com Maria de Jülich-Berg, filha de Guilherme VIII, que por sua vez se tornou herdeira das terras do pai: Jülich, Berg, e o Condado de Ravensberg. 
Quando o último duque de Jülich-Cleves-Berg morreu sem herdeiros em 1609, uma guerra foi iniciada pela sucessão. Os ducados foram dividos entre o Ducado do Palatinado-Neuburgo (que recebeu Jülich e Berg) e Margraviato de Brandeburgo (que recebeu Cleves e Mark) pelo Tratado de Xanten de 1614. Quando o último duque do Palatinado-Neuburgo (que se tornara Eleitor Palatino em 1685) faleceu sem herdeiros em 1742, Jülich e Berg foram herdadas pelo Duque do Palatinado-Sulzbach (que se tornou Eleitor da Baviera, em 1777). 
Em 1794, o Ducado de Jülich foi ocupado pela França, e se tornou parte do departamento francês de Roer. Em 1815, após a derrota de Napoleão, o ducado tornou-se parte da Província de Jülich-Cleves-Berg da Prússia (que em 1822 transformou-se na Província do Reno), exceto as cidades de Sittard e Tegelen, que se tornaram parte do Reino Unido dos Países Baixos.

## Duques a partir de 1356
– 1393-1423 em união com Geldern, a partir de 1423 com Berg, a partir de 1437 com Ravensberg –
- 1356-1361 Guilherme I (anteriormente Conde de Jülich)
- 1362-1393 Guilherme II
- 1393-1402 Guilherme III [2]
- 1402-1423 Reinaldo
- 1423–1437 Adolfo
- 1437–1475 Geraldo
- 1475–1511 Guilherme IV

### Duques da Casa de Mark
– a partir de 1521 parte dos Ducados Unidos de Jülich-Cleves-Berg –
- 1511–1539 João
- 1539–1592 Guilherme V
- 1592–1609 João Guilherme I

### Duques da Casa de Wittelsbach
– em união com Berg sob o Palatinado-Neuburgo, a partir de 1690 também com o Eleitorado do Palatinato, a partir de 1777 também com a Baviera–
- 1614–1653 Wolfgang Guilherme do Palatinado-Neuburgo
- 1653–1679 Filipe Guilherme, Eleitor Palatino
- 1679–1716 João Guilherme, Eleitor Palatino
- 1716–1742 Carlos III Filipe, Eleitor Palatino
- 1742–1794 Carlos Teodoro da Baviera